# Il mondo incantato dei Pocket Dragons
Il mondo incantato dei Pocket Dragons (Pocket Dragon Adventures) è una serie televisiva statunitense a disegni animati. Viene trasmessa in Italia su Italia 1 dal 13 dicembre 1999 e successivamente replicata su JimJam dal 1° marzo 2011.

## Trama
Sei piccoli draghi vivono con un mago e gli causano guai.
Il cartone animato è ambientato in un mondo incantato dove ogni giorno si consumano vicende straordinarie.

## Personaggi
La storia narra di alcuni piccoli draghi:
- Filbert, il più adulto e il leader del gruppo: indossa una bandana rossa
- Occhidoro, il più intelligente del gruppo
- Zoom-Zoom, l'unico drago che sa volare: indossa sempre un cappello da aviatore
- Matitina, chiamata così per la matita che tiene sull'orecchio, è la creativa del gruppo
- Coccolo, che ha sempre sonno e di notte è sonnambulo
- Binky, la più piccola